# Vác FC
A Vác VLSE Vác város felnőtt labdarúgó csapata. Egyszeres magyar bajnok labdarúgócsapat, jelenleg a Pest megyei I. osztályban szerepelnek.

## Történelem
A futball barátai Vácon – sok, azóta is ismert és híres jelentős fővárosi klubot megelőzve – 1899-ben hozták létre saját egyesületüket. A Váci Sport Egyesület (VSE) 1899. júniusában alakult meg, de hivatalosan csak november 28-án került bejegyzésre.
Az akkori fiatalság többféle sportot tudott űzni, mivel öt alosztály alakult meg – szöveghűen idézve: "kerékpározás, vívás, torna (a: laon tennis, b: labdázás), gyalog turisztika és evezés". A Pesten már sorra rendezett labdarúgó mérkőzések hatására felvették az alapszabályba a "footballt" is, de egyelőre még nem működött a szakosztály.
A VSE célja "a sport összes ágainak művelése és fejlesztése" volt, mely célból "a sport egyes ágaiban versenyeket rendeztek". Az első futballcsapat megalakulásával egy időben pályaépítésbe is kezdtek, s a játéktér 1904. májusában el is készült, mégpedig a Duna túloldalán, a Pokol csárda mögötti erdőben, ahol 17 sornyi fát áldoztak fel, illetve vágtak ki a cél érdekében. A pályaavató mérkőzésre május 24-én került sor, a VSE ellenfele a Műegyetem FC volt. Az eredmény nem volt meglepő, a fővárosiak 3-0-ra nyertek a piros-kék szerelésben játszó váci csapat ellen. A sportág népszerűsége miatt a városban egyre több egyesület alakított magának csapatot, amelyek hosszabb-rövidebb ideig működtek (lásd az alábbi táblázatot).
Az anyagi-, és pályagondok miatt 1948-ban három egyesület fuzionált és Váci Dolgozók Testedző Köre (VDTK) néven működött tovább. Az idő haladtával az egyesületi név gyakran változott, a politikai rendszer elvárásainak megfelelően.
A csapatok az évek során különböző bajnokságokban szerepeltek. A kezdetekben a KÖLASZ I. és II. osztályban, a II. osztályú Profiligában, majd a 40-es évektől az NB III-as és az NB II-es bajnokságban szerepeltek, de előfordult megyei és járási bajnokságban játszó csapat is.
Az 1986/87-es szezonban az NB II-es bajnokságot megnyerve nagy sikert ért el az akkori Váci Izzó MTE csapata: felkerült az élvonalba. A magyar bajnokság legmagasabb osztályában 13 évet töltöttek el, s ez idő alatt egy negyedik, két második és egy első helyezést ért el. Az 1993/94-es szezonban Vác FC-Samsung néven, Csank János vezetőedzővel a következő játékosok vívták ki a bajnoki címet: Hahn Árpád, Koszta János, Nyilas Elek, Puglits Gábor, Nagy Tibor, Kriska Gábor, Aranyos Imre, Romanek János, Füle Antal, Víg Péter, Simon Antal, Szedlacsek István, Kasza István, Répási László, Molnár György, Miovecz Zoltán, Dzurják József, Szalai Attila, Sallai Tibor, Burzi Attila, Nyikos József, Schwarcz Zoltán, Bereczki Péter, Hámori István és Kelemen Zsolt.
Váci játékosok a sikeres években sorra kaptak meghívást a nemzeti válogatottba, s többen közülük pályára is léptek. A legtöbbször Nagy Tibor húzta fel a címeres mezt, összesen 17-szer játszott a válogatottban, de rajta kívül még heten szerepelhettek a nemzeti csapatban a piros-kékek közül. Vác utánpótlás-nevelése is nagyon eredményes volt, ezért többen az olimpiai, valamint a korosztályos válogatottakban is megfordultak.
Sajnos az 1999/2000-es bajnokságban – több okra visszavezethetően – az első osztályú felnőtt csapat kieső helyen végzett. Az MLSZ 2000. év nyarán átszervezte a bajnoki rendszert, csökkentette az élvonalbeli és a második vonalbeli csapatok létszámát. A tulajdonosi és anyagi gondok miatt a csapat a második vonalban / NB I/B./ nem indulhatott, ezért az amatőr NB II-es NB III-as kvalifikációs bajnokságban vett részt, ahol egy ponttal lemaradva visszacsúszott a negyedik vonalba.
A 2000/2001-es idényben a Vác Város Labdarúgó Sportegyesület az NB III-ban szerepelt. Az évet a 3. – azaz feljutó – helyen zárta. A csapat az egyesület politikájának köszönhetően elsősorban saját nevelésű játékosokra támaszkodva – az átlagéletkor 20,7 év – sikeresen vette az NB II-es kihívásokat is, s 2003. őszétől lehetőséget kapott arra, hogy megmérettesse magát az NB I/B – később NB II – mezőnyében is.
Ebben az időben alakult meg a Dunakanyar-Vác Labdarúgó Kft. A tulajdonosi kört az egyesület, magánszemélyek és környékbeli vállalkozók alkotják.
A csapat a magyar futball második vonalában is sikeresen szerepelt, s 2005. tavaszán a Keleti csoport bajnoka lett – nem kevesebb, mint 12 ponttal előzve meg az ezüstérmes Szolnokot, még ha a következő évben ki is estek.
2012/13-ban azonban jött a feketeleves. A csapat új tulajdonosa John P Marshall lett – elméletileg. Az előző tulajdonos, Héger József szerint ugyanis csak befektetést vásárolt az angol üzletember. Emiatt nem ismerte el az angol tulajdonrészét, és nem engedte, hogy átvegye a csapat ingóságai és az önkormányzat tulajdonában lévő pálya felett a rendelkezést, valamint az általa továbbított fizetéseket is visszatartotta – rossz nyelvek szerint saját célra, de a valóságban nem tudni, hová, bár a játékosoknak amatőr szerződésük volt, így ez jogi problémát nem okozott. A csapat, és a város viszont kiállt Marshall mellett. 2013 januárjára addig fajult a dolog, hogy Vác város visszavonta a pályahasználati engedélyt. Ezért a Kazincbarcika elleni hazai meccsre ki sem álltak, hiszen februárban a játékosok is megtagadták a játékot, és a pályára még a játékvezetők és a vendégcsapat sem kapott engedélyt a belépésre. A Szeged elleni idegenbeli meccsre nem lett volna efféle stadionhasználati probléma, csak csapat nem volt. Végül toboroztak egyet különféle bajnokságon kívüli csapatokból, de nekik nem volt játékengedélyük, ezért ez a mérkőzés sem került megrendezésre. 
Aztán jött a csoda: a semmiből előkerültek az engedéllyel rendelkező játékosok március 23-án kiálltak az Orosháza ellen, és a két hónapnyi edzés- és meccshiány ellenére szépen tartották magukat; végül Aleksandar Petrovic 81. percben szerzett góljával kaptak ki 1:0-ra. A pályaengedély hiánya, és az utánpótláscsapatok szétszéledése miatt viszont megsértette az NB II-es licencben foglalt kötelességeket a csapat, amit többszöri felszólításra sem pótoltak, így 2013. március 25-én az MLSZ visszavonta a csapat licencét, ami valószínűleg egyet jelenthet az FC Sopron sorsával, azaz a végleges megszűnéssel. 
2013 július 22-én felkérték Csank Jánost a megyei I. osztályban induló csapat vezetőedzőjévé, amit az NB II-ben játszott játékosok alkotnak. John Marsall 40 millió forintot áldozott a csapatra és elvárta a feljutást az NB III-ba, ami sikerült is rögtön az első idényben is. A jelenlegi cél az egytabellás NB II-ben egy erős középcsapat fenntartása.

## Sikerek

### Nemzeti
- Magyar Bajnokság
  -  Aranyérem (1): 1993–1994
- NB III
  -  Aranyérem (1): 2014–2015

### Nemzetközi
- Közép-európai kupa
  -  Döntős (1): 1988

### Nemzetközi kupaszereplések
| Szezon  | Bajnokság          | Forduló    | Ellenfél                   | Otthon | Idegenben | Össz. |
| ------- | ------------------ | ---------- | -------------------------- | ------ | --------- | ----- |
| 1987-88 | Közép-európai kupa | Csoportkör | Pescara                    |        | 1–4       | 1–4   |
| 1987-88 | Közép-európai kupa | Csoportkör | Slovan Bratislava          |        | 6-0       | 6–0   |
| 1987-88 | Közép-európai kupa | Döntő      | AC Pisa                    |        | 0-3       | 0–3   |
| 1989    | Intertotó-kupa     | Csoportkör | FC Swarovski Tirol         | 0-0    | 0-1       | 0–1   |
| 1989    | Intertotó-kupa     | Csoportkör | AC Bellinzona              | 1-0    | 1-1       | 2–1   |
| 1989    | Intertotó-kupa     | Csoportkör | FC Etar Veliko Tarnovo     | 1-0    | 0-0       | 1–0   |
| 1991    | Intertotó-kupa     | Csoportkör | Hallescher FC              | 2-1    | 1-5       | 3–6   |
| 1991    | Intertotó-kupa     | Csoportkör | SV Casino Salzburg         | 1-2    | 1-1       | 2–3   |
| 1991    | Intertotó-kupa     | Csoportkör | Ikast FS                   | 2-0    | 1-2       | 3–2   |
| 1991-92 | UEFA-kupa          | 1. forduló | FK Gyinamo Moszkva         | 1-0    | 1-4       | 2–4   |
| 1992    | Intertotó-kupa     | Csoportkör | ŠK Slovan Bratislava       | 2-3    | 1-5       | 3–8   |
| 1992    | Intertotó-kupa     | Csoportkör | Aarhus GF                  | 2-0    | 1-0       | 3–0   |
| 1992    | Intertotó-kupa     | Csoportkör | Kiruna FF                  | 5-2    | 2-0       | 7–2   |
| 1992-93 | UEFA-kupa          | 1. kör     | FC Groningen               | 1-0    | 1-1       | 2–1   |
| 1992-93 | UEFA-kupa          | 2. kör     | SL Benfica                 | 0-1    | 1-5       | 1–6   |
| 1993-94 | UEFA-kupa          | 1. kör     | Apollón Limasszol          | 2-0    | 0-4       | 2–4   |
| 1994    | Intertotó-kupa     | Csoportkör | Hamburger SV               |        | 1-2       | 1-2   |
| 1994    | Intertotó-kupa     | Csoportkör | Ikast FS                   | 4-0    |           | 4-0   |
| 1994    | Intertotó-kupa     | Csoportkör | FK Inter Bratislava        | 3-2    |           | 3-2   |
| 1994    | Intertotó-kupa     | Csoportkör | SK Dynamo České Budějovice |        | 2-1       | 2-1   |
| 1994-95 | BL                 | Selejtező  | Paris Saint-Germain FC     | 1-2    | 0-3       | 1–5   |
| 1995-96 | KEK                | Selejtező  | FK Sileks                  | 1-1    | 1-3       | 2–4   |

## A klub edzői
- Péczely Szabolcs (–1985)
- Tiszafalvi Tamás (1985)
- Szarvas László (1986)
- Haász Sándor (1986–1988)
- Palicskó Tibor (1988–1989)
- Csank János (1989–1995)
- Tóth Dénes (1995–1996)
- Strausz László (1996–1997)
- Steidl Sándor (1997)
- Strausz László (1997–1998)
- Csank János (1998–1999)
- Sándor István (2003–2004)
- Gergely Károly (2005–2006)
- Nagy Tibor (2006)
- Gergely Károly (2006–2007)
- Nicola Fitta (2007)
- Szabados György (2009–2011)
- Híres Gábor (2011–2012)
- Mózner János (2012)
- Bartyik Balázs (2013)
- Csank János (2013–2015)
- Sisa Tibor (2015)
- Nagy Tibor (2015–2018)
- Zoran Spišljak (2018)
- Horváth Károly (2019)
- Burzi Attila (–2020)
- Csank János (2021–)

## Híres játékosok
* a félkövérrel írt játékosok rendelkeznek felnőtt válogatottsággal.
| - Brice Mackaya - Aczél Zoltán - Aranyos Imre - Balog Tibor - Balog Zoltán - Bánfi János - Brockhauser István - Csucsánszky Zoltán - Dzurják József - Farkas Simon - Füle Antal | - Garaba Imre - Gelei Károly - Hahn Árpád - Hajdu Attila - Hajnal Tamás - Horváth Csaba - Kakas László - Kardos József - Koller Ákos - Koszta János - Kovács Péter | - Köteles László - Nagy Tibor - Nyilas Elek - Orosz Ferenc - Puglits Gábor - Répási László - Szalai Attila - Várady Béla - Zombori András - Zvara József - Zsinka János |

## A klub helyzete
A csapat 2005 tavaszán megnyerte az NB II – Keleti csoportját, ezzel megszerezte az indulási jogot az első osztályra. A csapat nevezését azonban a Licenc Adó Bizottság nem fogadta el, túl kicsi költségvetésére hivatkozva, ám a fellebbviteli bizottság jóváhagyta a csapat nevezését.
A csapat azonban csak egy évet töltött el az első osztályban, és ismét NB II-es lett, a játékoskeretet félprofik alkotják, akik a foci mellett dolgoznak. A klub nehéz anyagi helyzete miatt 2007-ben egyesült az Újbuda Lágymányosi TC-vel, s Vác-Újbuda LTC néven nevezett az NB II-es küzdelmekre.2009-ben lejárt a szerződése az Újbudával és újra Dunakanyar-Vác néven nevezte magát a bajnokságba.2012/13-ban azonban jött a feketeleves. A csapat új tulajdonosa John P. Marshall lett – elméletileg. Az előző tulajdonos, Héger József szerint ugyanis csak befektetést vásárolt az angol üzletember. Emiatt nem ismerte el az angol tulajdonrészét, és nem engedte, hogy átvegye a csapat ingóságai és a pálya felett a tulajdonrészt, valamint az általa továbbított fizetéseket is visszatartotta – rossz nyelvek szerint saját célra, de a valóságban nem tudni, hová, bár a játékosoknak amatőr szerződésük volt, így ez jogi problémát nem okozott. A csapat, és a város viszont kiállt Marshall mellett. 2013 januárjára addig fajult a dolog, hogy Vác város visszavonta a pályahasználati engedélyt. Ezért a Kazincbarcika elleni hazai meccsre ki sem álltak, hiszen februárban a játékosok is megtagadták a játékot, és a pályára még a játékvezetők és a vendégcsapat sem kapott engedélyt a belépésre. A Szeged elleni idegenbeli meccsre nem lett volna efféle stadionhasználati probléma, csak csapat nem volt. Végül toboroztak egyet különféle bajnokságon kívüli csapatokból, de nekik nem volt játékengedélyük, ezért ez a mérkőzés sem került megrendezésre. Aztán jött a csoda: a semmiből előkerültek az engedéllyel rendelkező játékosok március 23-án kiálltak az Orosháza ellen, és a két hónapnyi edzés- és meccshiány ellenére szépen tartották magukat; végül Aleksandar Petrovic 81. perci góljával kaptak ki 1:0-ra. A pályaengedély hiánya, és az utánpótláscsapatok szétszéledése miatt viszont megsértette az NB II-es licencben foglalt kötelességeket a csapat, amit többszöri felszólításra sem pótoltak, így 2013. március 25-én az MLSZ visszavonta a csapat licencét, ami valószínűleg egyet jelenthet az FC Sopron sorsával, azaz a végleges megszűnéssel. 2013. július 22-én felkérték Csank Jánost a megyei I. osztályban induló csapat vezetőedzőjévé, amit az NB II-ben játszott játékosok alkotnak majd. John P. Marshall 40 millió forintot áldozott a csapatra, és elvárta a feljutást az NB III-ba.

## Jelenlegi keret
2019. március 1-jén frissítve
| Mezszám       | Név                | Nemzet  | Posztok     | Szül. év (kor)                 |         |         |         |         |         |
| Kapusok       | Kapusok            | Kapusok | Kapusok     | Kapusok                        | Kapusok | Kapusok | Kapusok | Kapusok | Kapusok |
| ------------- | ------------------ | ------- | ----------- | ------------------------------ | ------- | ------- | ------- | ------- | ------- |
| 1             | Abu Attila         | magyar  | Kapus       | 1993. január 22. (32 éves)     |         |         |         |         |         |
| 31            | Halasi Péter       | magyar  | Kapus       | 1990. május 8. (34 éves)       |         |         |         |         |         |
| 39            | Lőrincz Péter      | magyar  | Kapus       | 1998. december 23. (26 éves)   |         |         |         |         |         |
| Védők         |                    |         |             |                                |         |         |         |         |         |
| 2             | Hegedűs Csaba      | magyar  | hátvéd      | 1985. október 26. (39 éves)    |         |         |         |         |         |
| 5             | Földi Máté         | magyar  | hátvéd      | 1998. szeptember 23. (26 éves) |         |         |         |         |         |
| 17            | Görgényi Dávid     | magyar  | hátvéd      | 1990. augusztus 16. (34 éves)  |         |         |         |         |         |
| 19            | Szabó Norman       | magyar  | hátvéd      | 1998. január 19. (27 éves)     |         |         |         |         |         |
| 29            | Major Máté         | magyar  | hátvéd      | 1997. május 8. (27 éves)       |         |         |         |         |         |
| Középpályások |                    |         |             |                                |         |         |         |         |         |
| 4             | Gyürki Gergő       | magyar  | középpályás | 1993. október 3. (31 éves)     |         |         |         |         |         |
| 6             | Giuliano Durso     | magyar  | középpályás | 1998. május 29. (26 éves)      |         |         |         |         |         |
| 7             | Kákonyi Dániel     | magyar  | középpályás | 1989. augusztus 3. (35 éves)   |         |         |         |         |         |
| 8             | Varga Szabolcs     | magyar  | középpályás | 1995. március 17. (30 éves)    |         |         |         |         |         |
| 11            | Sóron Tibor        | magyar  | középpályás | 1993. január 18. (32 éves)     |         |         |         |         |         |
| 14            | Tóth Gergely Csaba | magyar  | középpályás | 1992. május 2. (32 éves)       |         |         |         |         |         |
| 20            | Búrány Zoltán      | magyar  | középpályás | 1989. július 26. (35 éves)     |         |         |         |         |         |
| 23            | Szekszárdi Tamás   | magyar  | középpályás | 1994. március 31. (30 éves)    |         |         |         |         |         |
| 24            | Mátyás Zsolt       | magyar  | középpályás | 1996. augusztus 25. (28 éves)  |         |         |         |         |         |
| Csatárok      |                    |         |             |                                |         |         |         |         |         |
| 9             | Zsolnai Richárd    | magyar  | csatár      | 1994. március 28. (30 éves)    |         |         |         |         |         |
| 10            | Csillag Dárius     | magyar  | csatár      | 1995. január 29. (30 éves)     |         |         |         |         |         |
| 18            | Borvető Áron       | magyar  | csatár      | 1998. július 20. (26 éves)     |         |         |         |         |         |
| 20            | Varjas László      | magyar  | csatár      | 2000. május 17. (24 éves)      |         |         |         |         |         |

## Szezonok
- A Dunakanyar-Vác FC 2006–2007-es szezonja